# 電忍アレスタ
『電忍アレスタ Nobunaga and his Ninja force』（でんにんアレスタ - ノブナガ・アンド・ヒズ・ニンジャ・フォース）は、1992年11月27日にコンパイルからメガCD用として発売された縦スクロールシューティングゲーム。日本国外では『ROBO ALESTE』のタイトルで発売された。
主人公アレスタを操り、ステージのボスを倒し、クリアしていくシューティングゲーム。全12ステージ。メガドライブのCD-ROMのゲームのなかで珍しくビジュアルシーンが少ない。
タイトルは元々『雷忍アレスタ』であったが、社内アンケートを集計する際に提案者が誤って『電忍アレスタ』と書いてしまい、そのまま会議で通ってしまったため現在のタイトルとなった。
PnP機・メガドライブミニ2への移植にかかわった奥成洋輔によると、日本国内とそれ以外の地域で発売されたバージョンとでは、仕様に若干の差異があるとされている。

## 登場キャラクター
影狼
声：緑川光
本作の主人公。
冴刃
声：久川綾
本作のヒロイン。
鉄
声：神谷明
本作のライバル。
アスタロス
声：寺瀬めぐみ
その他
声：岸野幸正
ナレーション
声：森山周一郎

## 移植版
| No. | タイトル     | 発売日             | 対応機種                               | 開発元   | 発売元 | メディア         | 型式              | 備考                    |
| --- | ------------ | ------------------ | -------------------------------------- | -------- | ------ | ---------------- | ----------------- | ----------------------- |
| 1   | 電忍アレスタ | INT 2022年10月27日 | メガドライブ ミニ2 SEGA Genesis Mini 2 | エムツー | セガ   | プリインストール | HAA-2524 MK-16310 | メガCDとSega CD版の移植 |

PnP機・メガドライブミニ2への移植にかかわった奥成洋輔によると、セガの北米法人の関係者から本作の収録を勧められた際、奥成が北米版を持っていたことを思い出し、プレイしたところ、仕様の差異に気づき、本作の日本版と北米版の移植が実現した。

## スタッフ
- プロデューサー：仁井谷正充
- 企画：ケロル（渡辺孝行）
- プログラマー：TAKIN、山下孝一、じぇみに広野（広野隆行）
- キャラクターデザイン：龍王院弘、大西伸一、高島"グレート"俊介（高島俊介）、ケロル（渡辺孝行）
- メカニックデザイン：龍王院弘、小玉"俺に惚れろ"浩樹（小玉浩樹）
- 絵コンテ：森田時雨（森田健吾）、ゾッド星島、ケロル（渡辺孝行）
- グラフィック：小玉"俺に惚れろ"浩樹（小玉浩樹）、大西伸一、龍王院弘、森田時雨（森田健吾）、弓弦之助
- 効果音：長尾英之助（長尾亮利）
- サンプリング：今末PON（大矢知恵）
- 協力：秋山泰俊、白龍鳳霞、毘沙門天和鳴、果物茶、青二プロ、吉江企画
- 音楽プロデュース、編曲：田中勝巳 (LMS Recordings)
- 音楽：田中勝巳 (LMS Recordings)、嶋崎聡 (sinewave)
- サウンド・レコーディング：LMS Recordings
- マスタリング：HitfactoryJapan (LMS Recordings)
- マルチオーディオ・プロデュース：田中勝巳 (LMS Recordings)
- CDレコーディング・プロセス：VIRTUAL STEREO TREATED
- マニュアルスタッフ：河野上和廣、内海庸一、池田克彦、ゾッド星島、龍王院弘
- スーパーバイザー：じぇみに広野（広野隆行）
- 監督：ケロル（渡辺孝行）
- 制作：コンパイル

## 評価
- ゲーム誌『ファミコン通信』の「クロスレビュー」では合計24点（満40点）になっている[5]。

- ゲーム誌『メガドライブFAN』の読者投票による「ゲーム通信簿」での評価は以下の通り19.96（満30点）点となっている[6]。

| 項目 | キャラクタ | 音楽 | 操作性 | 熱中度 | お買得度 | オリジナリティ | 総合  |
| 得点 | 3.69       | 3.96 | 3.20   | 3.17   | 2.98     | 2.96           | 19.96 |
- ゲーム本『メガドライブ大全』（2004年、太田出版）では、「木造の巨大空中戦艦や、家紋入りの装甲列車など、石川賢マンガの徳川スチームパンクに負けない狂ったノリが、自機がデカく画面も狭くステージが長すぎて台なしに」と評している[7]。

- 一方、前述の通り北米版は日本版と仕様が異なるため、奥成が2022年のインタビューで語ったところによると評判が良かったとされている[3]。